# La Cañada, Totolapan
La Cañada är en ort i Mexiko.   Den ligger i kommunen Totolapan och delstaten Morelos, i den sydöstra delen av landet, 50 km söder om huvudstaden Mexico City. La Cañada ligger 1 829 meter över havet och antalet invånare är 506.
Terrängen runt La Cañada är kuperad åt sydost, men åt nordväst är den bergig. Terrängen runt La Cañada sluttar söderut. Runt La Cañada är det ganska tätbefolkat, med 230 invånare per kvadratkilometer. Närmaste större samhälle är Yautepec, 16,1 km sydväst om La Cañada. I omgivningarna runt La Cañada växer huvudsakligen savannskog.